# 존 윅 3: 파라벨룸
《존 윅 3》(영어: John Wick: Chapter 3 – Parabellum)는 2019년 공개된 미국의 네오누아르 액션 스릴러 영화이다. 2014년에 공개된 《존 윅》과 2017년 공개된 《존 윅: 리로드》의 속편이다. 제목의 파라벨룸은 "평화를 원한다면 전쟁을 준비하라"는 뜻의 라틴어 속담 "시 비스 파켐, 파라 벨룸"(Si vis pacem, para bellum)을 가리킨다. 영화 속에서 윈스턴(이언 맥셰인 분)이 이 고대 로마 속담을 언급한다.
2019년 5월 9일 뉴욕 브루클린에서 전 세계 최초로 상영되었으며, 5월 17일에 라이언스게이트 필름스를 통해 미국에서 개봉하였다. 액션 장면, 영상미, 키아누 리브스의 연기를 중심으로 평단으로부터 대체로 호평을 받았다.
후속편 《존 윅 4》는 미국에서 2023년 3월 24일 개봉하였다.

## 줄거리
전편인 챕터 2에서 뉴욕의 마피아 암살자 존 윅은 살해가 금지된 뉴욕 콘티넨털 호텔에서 이탈리아 3대 마피아 조직인 카모라의 두목이며 하이 테이블의 12명 의원 중 한 명인 산티노 단토니오를 살해했다. 존 윅은 성역에서 살인을 했기 때문에 마피아 세계에서 즉시 파면("excommunicado")되었으며, 전세계 모든 마피아, 조폭에게 현상금 1,400만 달러(150억 원)를 고지하는 문자 메시지가 전송되었다. 이는 곧 1,500만 달러(177억 원)으로 인상되었다.
이제 챕터 3에 해당하는 본 영화로 넘어오자 하이 테이블에서 여자 심판관(Adjudicator)을 보내 존 윅의 카모라 두목 살해에 가담한 공범자들을 처단하기 시작한다. 사람이 하나씩 죽어나갈 때마다 이 영화의 맥락은 관객이 이런 질문을 떠올리게 한다.
'나는 나에게 이익이라고 생각하는 그것을 얻기 위해 얼마나 수많은 이들의 입장을 무시했던가?'
'나의 입장이 아니기에 남의 중요한 입장은 사소하다고 치부했고 나에게 닥쳐올 불이익을 막기 위해 남들의 희생을 수도 없이 강요하지는 않았던가?'
"착하게 살아도 행복할 수 있는 방법을" 누구도 원하지 않는 이 세상에서(개과천선한 삶의 표상이었던 비글 데이지의 죽음: 챕터 1) 가만히 놔두어도 죽음의 시간은 한 치의 오차도 없이 때가 되면 다가온다(저녁 6시 정각: 챕터 2). 오직 총알(돈과 권력)만을 원하는 이 세상에서 '나를 위한 삶과 남을 위한 삶을 한 방향으로 놓을 수 있는 방법'은 누구도 알려주지 않는다. 내가 기꺼이 스스로 죽을 각오로 찾아나서기 전까지는 말이다(죽을 각오로 선택한 뉴욕 콘티넨털 호텔 지점장의 뜻밖의 배신: 챕터 3).

## 설정

### 하이 테이블
하이 테이블은 전세계 마피아, 조폭 세계를 지배한다. 영화에서는 하이 테이블의 12명 의원이 정확하게 누구인지는 말하지 않지만, 전세계 유명한 마피아 조직의 두목들로 구성되어 있다.
- 시칠리아 마피아 두목. 마피아란 단어의 원조 조직이다. 이탈리아 3대 마피아. 코사 노스트라라고도 부른다.
- 카모라 두목, 이탈리아 3대 마피아. 존 윅처럼 개인적인 생활을 하며 조직의 상하 복종, 집단 거주가 없는 것이 특징이다.
- 은드랑게타 두목, 이탈리아 3대 마피아
- 야마구치구미 두목, 일본 최대 야쿠자
- 솔른쳅스카야 브라트바 두목, 러시아 최대 마피아
- 삼합회 두목, 중국 최대 조폭
- 시날로아 카르텔 두목, 멕시코 최대 카르텔

영화에는 하이 테이블의 파면(excommunicado)을 복권해줄 권한이 인정되는 엘더(The elder)라는 존재가 있다. 카사블랑카의 사하라 사막에 살고 있는 아랍인이다.
12인의 하이 테이블은 실제로 솔른쳅스카야 브라트바에서 조직을 운영하는 방식이다.

## 출연
- 키아누 리브스 - 존 윅 역
- 핼리 베리 - 소피아 역
- 이언 맥셰인 - 윈스턴 역
- 제롬 플린 - 베라다 역
- 로런스 피시번 - 바우어리 왕 역
- 제이슨 맨주커스 - 틱 톡 맨 역
- 앤젤리카 휴스턴 - 디렉터 역
- 에이샤 케이트 딜런 - 심판관 역
- 랜스 레딕 - 셔론 역
- 마크 다카스코스 - 제로 역
- 사이드 타그마우이 - 장로 역
- 터바이어스 시걸 - 얼 역
- 랜들 덕 김 - 의사 역
- 로빈 로드 테일러 - 관리자 역
- 로저 유안 - 황 역

## 제작

### VFX
시각 효과는 이미지 엔진 디자인사가 맡았다.

## 기타 제작진
- 공동 제작: 존 R. 손더스
- 배역: 매리솔 론칼리, 메리 버뉴
- 미술: 케빈 캐버노
- 세트: 데이비드 슐레진저
- 세트 장식: 레티치아 산투치
- 의상: 루카 모스카
- 조감독: 존 R. 손더스